# Visbohammar

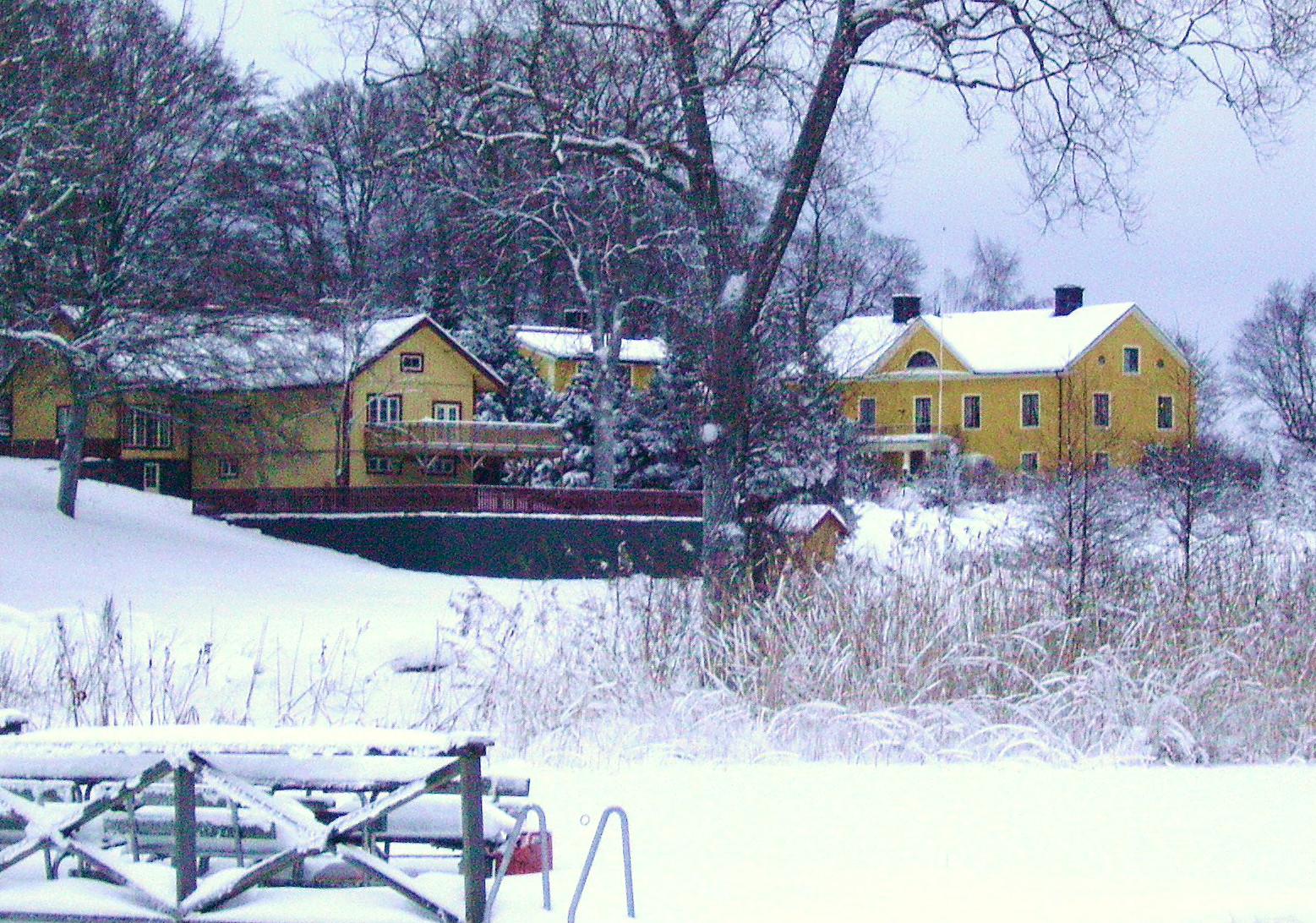
Visbohammar

Visbohammar, även stavat Wisbohammar, är en herrgård i Vårdinge socken  i Södertälje kommun i Stockholms län i Södermanland. Gården ligger vid Frösjöns södra ända. 
Frälsegodset Visbohammar byggdes under 1600-talet av en medlem av ätten Natt och Dag; även medlemmar av ätten Rosenstjerna bodde på godset under seklet. År 1680 indrogs gården till kronan. Visbohammar kan sedan dess presentera en mängd kända namn i ägarelängderna, varav Bellman utgör ett. Carl Michael Bellman bodde hösten 1764 en kort tid på Visbohammar, som hans föräldrar brukade. Fadern hade varit sekreterare i slottskansliet och hade därför besittningsrätten till herrgården. C.M. Bellmans föräldrar ligger på Vårdinge kyrkogård. År 1827 återfinns överstelöjtnant G. Silfversparre i ägarelängderna; år 1847 Öberg och 1865 brukspatronen N. Fr. Husberg på Oppeby herrgård. 